# Stephen Strange (Universo Cinematográfico Marvel)
Stephen Strange é um personagem fictício interpretado por Benedict Cumberbatch na franquia de mídia Universo Cinematográfico Marvel (UCM) — baseado no personagem da Marvel Comics de mesmo nome — comumente conhecido por seu título acadêmico de Doutor Estranho. Ele apareceu pela primeira vez como o personagem principal de Doutor Estranho (2016), como um neurocirurgião brilhante, mas arrogante, que, após um acidente de carro que encerrou sua carreira, descobre a magia e se torna um Mestre das Artes Místicas, usando seus novos poderes para proteger a Terra e alia-se com os Vingadores para combater Thanos. Ele serve brevemente como o Mago Supremo após a morte da Anciã, mas perde a posição para Wong enquanto ele vira pó durante o Blip, Ele continua sendo o Guardião do Santuário de Nova Iorque, antes de enfrentar vários problemas do multiverso recém-criado.
Até 2021, Strange apareceu em cinco filmes e aparecerá em Doutor Estranho no Multiverso da Loucura (2022). Versões alternativas de Strange no multiverso também aparecem na série animada What If...? (2021) e também no seu segundo filme, mais notavelmente uma versão chamada "Doutor Estranho Supremo" que se torna o novo Mago Supremo em seu universo após a morte da Anciã, antes de destruí-lo acidentalmente durante uma tentativa de ressuscitar Christine Palmer, mais tarde co-fundando os Guardiões do Multiverso com Uatu para derrotar uma versão alternativa de Ultron. Cumberbatch foi aclamado por sua atuação como Strange e foi indicado a vários prêmios.

## Conceito e criação
O personagem do Doutor Estranho foi originalmente criado na década de 1960. O artista Steve Ditko e o escritor Stan Lee descreveram o personagem como tendo sido originalmente a ideia de Ditko, que escreveu em 2008: idéia de um novo tipo de personagem diferente para variedade na Marvel Comics. Meu personagem acabou sendo chamado de Dr. Strange porque ele apareceria em "Strange Tales". Em uma carta de 1963 para Jerry Bails, Lee escreveu:
Bem, temos um novo personagem em desenvolvimento para Strange Tales (apenas um filler de 5 páginas chamado Dr. Strange) Steve Ditko vai desenhá-lo. Tem uma espécie de tema de magia negra. A primeira história não é nada demais, mas talvez possamos fazer algo com ele – foi ideia de Steve e eu pensei em dar uma chance, embora, novamente, tivéssemos que apressar demais a primeira. Little sidelight: Originalmente decidi chamá-lo de Sr. Estranho, mas pensei que o "Sr." um pouco parecido com o Sr. Fantástico – agora, no entanto, lembro que tivemos um vilão chamado Dr. Estranho recentemente em uma de nossas revistas, espero que não seja muito confuso!

Após uma adaptação cinematográfica de 1978 também intitulada Dr. Estranho, várias encarnações de uma adaptação cinematográfica de "Doutor Estranho" estavam em desenvolvimento desde meados da década de 1980, até que a Paramount Pictures adquiriu os direitos do filme em abril de 2005 em nome da Marvel Studios. Em meados dos anos 2000, Kevin Feige percebeu que a Marvel ainda possuía os direitos dos personagens principais dos Vingadores, que incluíam Strange. Feige, um autoproclamado "fanboy", imaginou a criação de um universo compartilhado, assim como os criadores Stan Lee e Jack Kirby fizeram com seus quadrinhos no início dos anos 1960. Em 2004, David Maisel foi contratado como diretor de operações da Marvel Studios, pois tinha um plano para o estúdio autofinanciar filmes. A Marvel entrou em uma estrutura de dívida sem recurso com a Merrill Lynch, sob a qual a Marvel conseguiu US $ 525 milhões para fazer um máximo de 10 filmes baseados nas propriedades da empresa ao longo de oito anos, garantidos por certos direitos de filmes para um total de 10 personagens, incluindo Doutor Estranho. Thomas Dean Donnelly e Joshua Oppenheimer foram contratados em junho de 2010 para escrever um roteiro. Em junho de 2014, Derrickson foi contratado para dirigir e reescrever o filme com Spaihts. Cumberbatch foi escolhido para o papel homônimo em dezembro de 2014, necessitando de uma mudança de cronograma para contornar seus outros compromissos. Isso deu a Derrickson tempo para trabalhar no roteiro, para o qual ele trouxe a Cargill para ajudar. O filme começou a ser filmado em novembro de 2015 no Nepal, antes de se mudar para o Reino Unido e Hong Kong e terminar em Nova York em abril de 2016.

## Biografia de personagem fictício

### Tornando-se um mestre das artes místicas

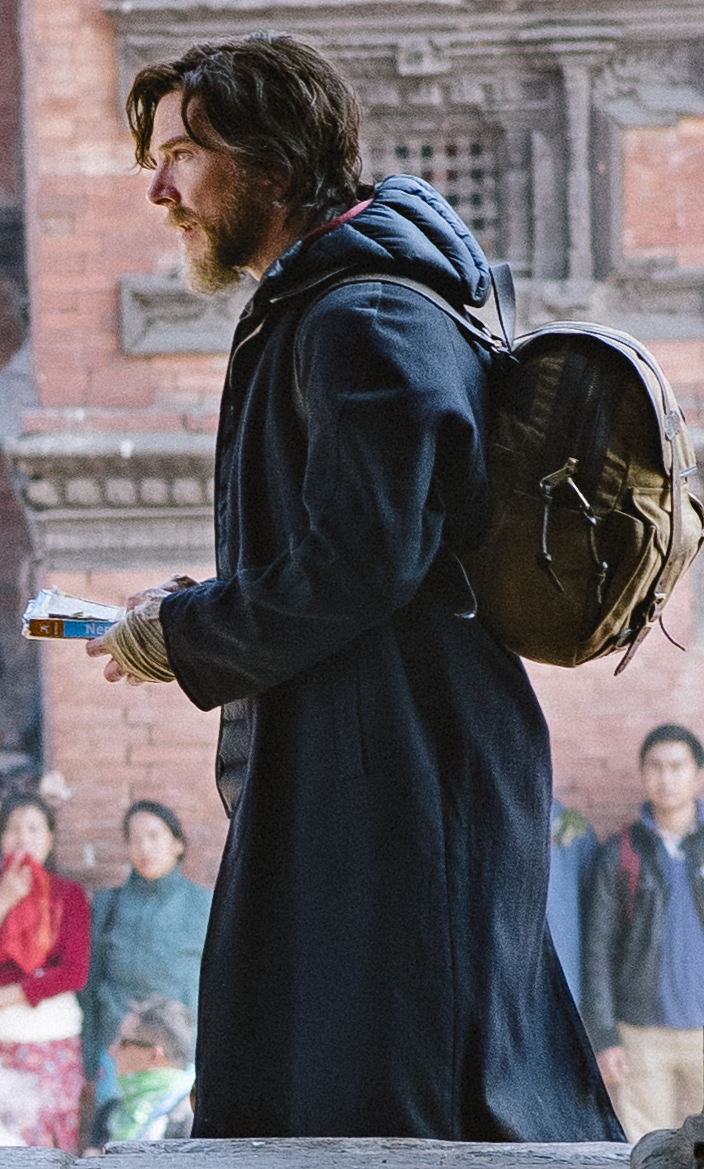
Benedict Cumberbatch no set de Doutor Estranho em 2015

Em 2016, Stephen Strange é um neurocirurgião rico, aclamado, mas arrogante, que fere gravemente as mãos em um acidente de carro a caminho de um jantar, deixando-o incapaz de operar. A colega cirurgiã e ex-amante Christine Palmer tenta ajudá-lo a seguir em frente, mas Strange ignora suas tentativas e em vão busca cirurgias experimentais para curar suas mãos, ao custo de sua riqueza. Strange descobre sobre Jonathan Pangborn, um paraplégico, que ele havia se recusado a tratar antes por perceber que ele tinha poucas chances de recuperação, mas misteriosamente recuperou o uso de suas pernas. Pangborn dirige Strange para Kamar-Taj, onde ele é resgatado de um bando de ladrões tentando roubar um relógio caro dele e levado pelo Mordo, um feiticeiro sob a Anciã.
A Anciã demonstra seu poder para Strange, revelando o plano astral e outras dimensões, como a Dimensão do Espelho. Ela relutantemente concorda em treinar Strange, cuja arrogância e ambição a lembram do feiticeiro renegado Kaecilius, que recentemente roubou páginas de um livro vital da biblioteca Kamar-Taj. Estranhos estudos sob o Ancião e Mordo, e de livros antigos na biblioteca que agora é guardada pelo Mestre Wong. Strange descobre que a Terra está protegida de ameaças de outras dimensões por um escudo gerado a partir de três edifícios chamados Sanctums, em Nova York, Londres e Hong Kong, todos conectados e acessíveis a partir de Kamar-Taj. Strange usa sua memória impressionante e progride rapidamente, lendo secretamente o texto do qual Kaecilius roubou páginas, aprendendo a dobrar o tempo com o místico Olho de Agamotto, Mordo e Wong pegam Strange em flagrante e o advertem contra quebrar as leis da natureza, fazendo uma comparação com o desejo de Kaecilius pela vida eterna. Depois que Kaecilius usa as páginas roubadas para entrarem contato com Dormammu na dimensão negra e lidera um ataque ao New York Sanctum, matando seu guardião, Strange detém os atacantes com a ajuda do Manto da Levitação, até que Mordo e o Ancião cheguem. Mordo fica desiludido com o Ancião depois que Strange revela que o Ancião está extraindo poder da Dimensão das Trevas para sustentar sua longa vida. Kaecilius depois fere mortalmente o Anciã e foge para Hong Kong. Antes de morrer, ela diz a Strange que ele também terá que dobrar as regras para complementar a natureza firme de Mordo para derrotar Kaecilius. Strange e Mordo chegam a Hong Kong para encontrar Wong morto, o Sanctum destruído e a Dimensão das Trevas engolindo a Terra. Strange usa o Olho para reverter o tempo e salvar Wong, então entra na Dimensão das Trevas e cria um loop temporal em torno de si mesmo e Dormammu. Depois de matar Strange repetidamente sem sucesso, Dormammu finalmente cede à exigência de Strange de que ele deixe a Terra e leve Kaecilius e seus fanáticos com ele em troca de Strange quebrar o ciclo. Strange devolve o Olho para Kamar-Taj e passa a residir no Santuário de Nova York para continuar seus estudos e mantém uma lista de observação de várias ameaças à Terra. Mais tarde, Strange é nomeado Feiticeiro Supremo, sucedendo a Anciã.
Em 2017, quando Thor e Loki chegam a Nova York, Strange prende Loki em um portal e convida Thor para o Santuário de Nova York, onde ele questiona seus motivos para trazer Loki para a Terra. Thor explica que eles estão procurando por seu pai, então Strange localiza Odin, libera Loki e envia os dois para um portal para a Noruega.

### Guerra Infinita e Ressurreição
Em 2018, Strange e Wong estão conversando no Santuário de Nova York quando Bruce Banner cai no telhado. Ele informa Strange e Wong da ameaça iminente de Thanos. Em resposta, Strange recruta Tony Stark para ajudar. Ebony Maw e Cull Obsidian, chegam para recuperar a Joia do Tempo guardada por Estranho no Olho de Agamotto, e acabam chamando a atenção de Peter Parker. que chega para ajudar. Maw captura Strange, mas não consegue pegar a Joia do Tempo devido a um encantamento, então ele o leva para sua nave espacial para ser torturado até que ele quebre o feitiço. No entanto, Stark e Parker se infiltram na nave, matam Maw e resgatam Strange. Desembarcando no planeta Titã, onde Maw deveria se encontrar com Thanos, o trio conhece Peter Quill, Drax, o Destruidor e Mantis e juntos formam um plano para combater Thanos assim que ele chegar. Enquanto espera por ele, Strange usa a Joia do Tempo para ver milhões de futuros possíveis, vendo apenas um em que Thanos perde. O grupo, junto com Nebula, lutam contra Thanos e quase conseguem remover sua Manopla do Infinito com as Joias do Infinito, até que um Quill enfurecido involuntariamente quebra seu domínio sobre ele. Após um breve duelo com Thanos, Strange é derrotado enquanto Stark está gravemente ferido, mas é poupado quando Strange entrega a Joia do Tempo. Uma vez que o Blip ocorre, Strange diz a Stark que não havia outro caminho e se desintegra.
Em 2023, Strange é restaurado à vida pelos Vingadores e ele junto com Wong e os outros Mestres das Artes Místicas transportam o Homem-Aranha, os Guardiões da Galáxia, os Wakandanos, os Asgardianos e os Devastadores através de um portal para a Terra para junte-se à batalha final contra um Thanos alternativo e seu exército. Durante a batalha, Strange impede que o campo de batalha seja inundado pelo mar e ele sugere a Stark que este é o único futuro em que eles vencem. Depois que Stark se sacrifica para derrotar Thanos, Strange vai ao seu funeral.

### Ajudando Peter Parker
Em 2024, depois que a identidade de Parker como Homem-Aranha é exposta ao mundo por Quentin Beck, Parker visita e pede a ajuda de Strange para lançar um feitiço para fazer o mundo esquecer que ele é o Homem-Aranha, com o qual ele concorda, apesar dos avisos de Wong. o perigo do feitiço. Strange também revela que ele não é mais o Feiticeiro Supremo, já que Wong agora detém o título devido ao Blip. O feitiço sai pela culatra quando Parker inadvertidamente distrai Strange falando enquanto ele o executa e alterando os parâmetros várias vezes, adulterando e abrindo o multiverso, fazendo com que pessoas de outras realidades que sabem que Parker é o Homem-Aranha entrem no universo de Strange, incluindo dois versões alternativas de Parker (uma da série de filmes The Amazing Spider-Man, e outro da série de filmes Sam Raimi ), além de Otto Octavius, Norman Osborn, Flint Marko, Curt Connors, Max Dillon, Eddie Brock e Venom. Strange tenta enviar os vilões de volta para seus universos de origem, mas depois de saber que alguns deles morrerão quando retornarem, Parker rouba a relíquia contendo feitiços de Strange e Strange o persegue na Dimensão do Espelho. Strange fica preso na Dimensão do Espelho quando é pego de surpresa e Parker rouba seu anel de funda. Mais tarde, ele é liberado pelo amigo de Parker, Ned Leeds, e testemunha Parker e suas versões alternativas curando os vilões. A relíquia de Strange é destruída por Green Goblin, resultando no multiverso continuando a se abrir. Parker diz a Strange para tentar novamente o feitiço, desta vez fazendo o mundo esquecer completamente sua existência. Strange, embora inicialmente relutante e avisando Parker do custo, concorda e lança o feitiço, resultando nos Parkers alternativos e seus vilões retornando aos seus universos de origem, enquanto todos do universo de Strange esquecem Parker, incluindo o próprio Strange.

## Versões alternativas
Várias variantes alternativas de Strange aparecem na série animada What If...?, com Cumberbatch reprisando o papel.

### Doutor Estranho Supremo
Destruindo seu universo
Em um 2016 alternativo, Strange procura Kamar-Taj e se torna um Mestre das Artes Místicas depois que Palmer morre em um acidente de carro enquanto ele não se feriu. Ele então faz inúmeras tentativas de reverter a morte de Palmer usando o Olho de Agamotto, mas falha, não importa o que ele tente e é informado pelo Ancião que o evento foi um "ponto absoluto" irreversível no tempo, pois o paradoxo resultante danificaria o tecido. da realidade. Strange se recusa a ouvir e foge para a Biblioteca de Cagliostro, onde passa séculos absorvendo seres mágicos e se tornando uma versão monstruosa de seu antigo eu chamado Doutor Estranho Supremo. Aprendendo que o Ancião usou um feitiço da Dimensão das Trevas para dividi-lo em dois seres para dividir seu poder, com a outra metade chegando a um acordo com a morte de Palmer, Strange Supreme confronta sua outra metade e eventualmente o absorve antes de ressuscitar Palmer, que sente repulsa por sua aparência enquanto seu universo se desenrola. Estranho Supremo implora a ajuda do Vigia, um observador onisciente do Multiverso, apenas para ser recusado, pois o Vigia o condena por não atender ao aviso do Ancião e que ele jurou não interferir nos eventos do Multiverso. À medida que seu universo entra em colapso, Strange Supreme assiste impotente enquanto Palmer desaparece da existência e ele sofre sozinho em uma dimensão de bolso.

### Reunindo os Guardiões do Multiverso
Algum tempo depois, Strange é visitado pelo Watcher, que busca sua ajuda para derrotar o Ultron de outro universo. Strange materializa um bar e encontra Capitã Carter, Senhor das Estrelas T'Challa, Thor, Gamora e Erik "Killmonger" Stevens, que haviam sido escolhidos pelo Vigia como os Guardiões do Multiverso para combater Ultron. Enquanto em outro universo, Thor alerta Ultron prematuramente sobre sua localização, levando Strange a transportar uma horda de zumbis de outro universo para distrair Ultron enquanto eles escapam. No universo natal de Ultron, eles conhecem Natasha Romanoff, e a equipe luta contra Ultron. Depois que Romanoff e Carter carregam com sucesso a consciência analógica de Arnim Zola no corpo de Ultron, Killmonger os trai e é preso por Strange em uma dimensão de bolso com Zola, e é encarregado pelo Vigia de observá-los por toda a eternidade.

### Zumbi Strange
Em um 2018 alternativo, Strange se infecta com um vírus quântico e se transforma em zumbi. Depois de atacar Bruce Banner fora do Santuário de Nova York, ele é morto por Hope van Dyne. A Capa da Levitação o rejeitou quando ele se tornou um zumbi, anexando-se a Peter Parker e depois ao frasco que segurava a cabeça de Scott Lang.

## Aparições

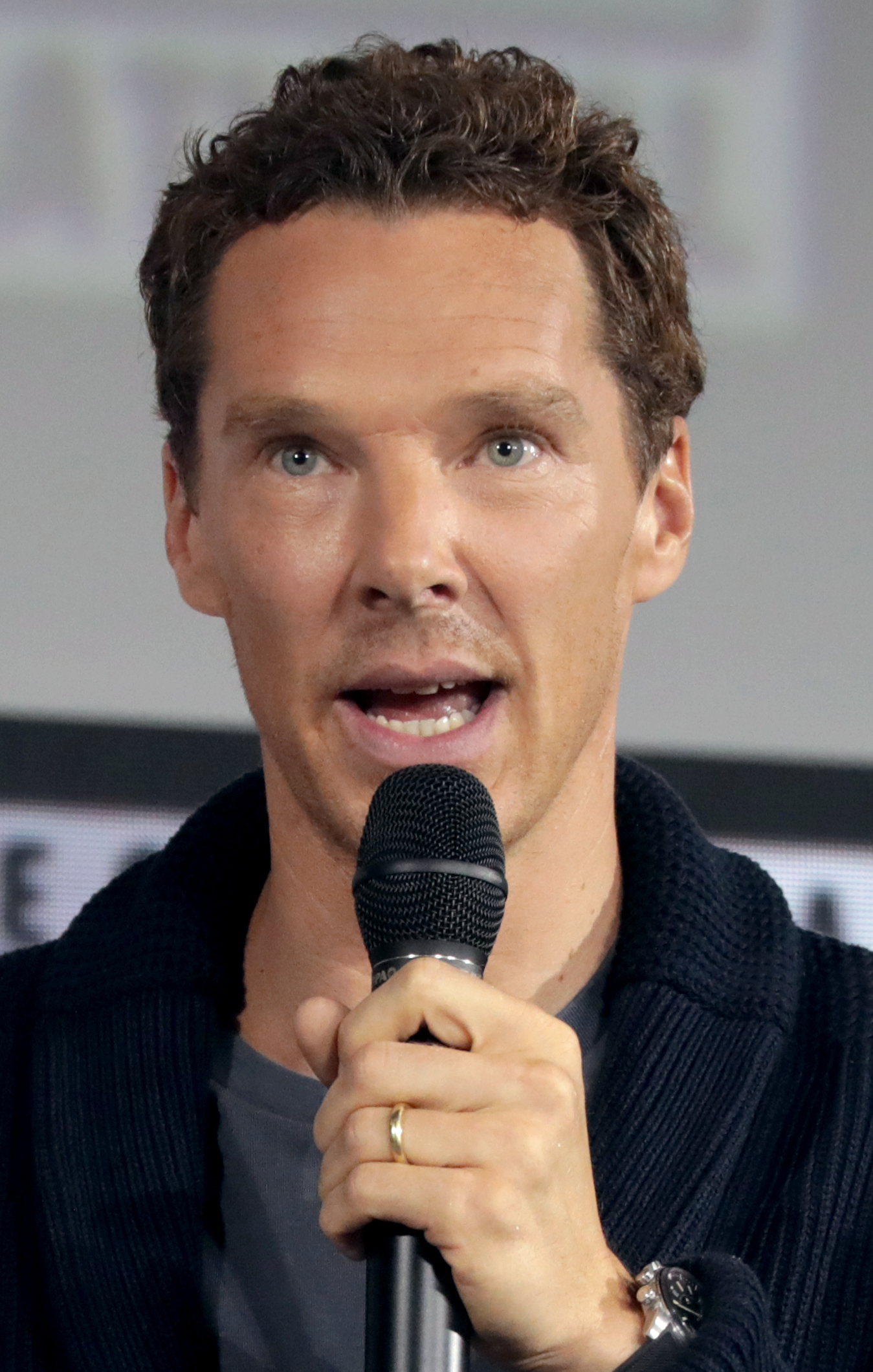
Cumberbatch na San Diego Comic-Con 2019

Benedict Cumberbatch interpreta Stephen Strange nos seguintes filmes do UCM: Doutor Estranho (2016), Thor: Ragnarok (2017), Avengers: Infinity War (2018), Avengers: Endgame (2019), Spider-Man: No Way Home (2021) e Doutor Estranho no Multiverso da Loucura (2022). Cumberbatch também dublou uma variante de Stephen Strange apelidado de "Estranho Supremo" em três episódios de What If...? (2021): "What If… Doctor Strange Lost His Heart Instead of His Hands?", "What If… Ultron Won?", e "What If… The Watcher Broke His Oath?". Mais variantes do Estranho aparecerão em Doutor Estranho no Multiverso da Loucura, incluindo Doutor Estranho Defensor e outra versão com pele pálida, que é semelhante ao Estranho Supremo.